# Aleksandra Zabelina
Aleksandra Zabelina (n. 11 martie 1937, Moscova, RSFS Rusă, URSS – d. 27 martie 2022) a fost o scrimeră ce a reprezentat Uniunea Republicilor Sovietice Socialiste, medaliată olimpică. A participat la 3 ediții ale Jocurilor Olimpice (1960, 1968, 1972) în care a câștigat o medalie de aur.